# Klosterruine Boitzenburg

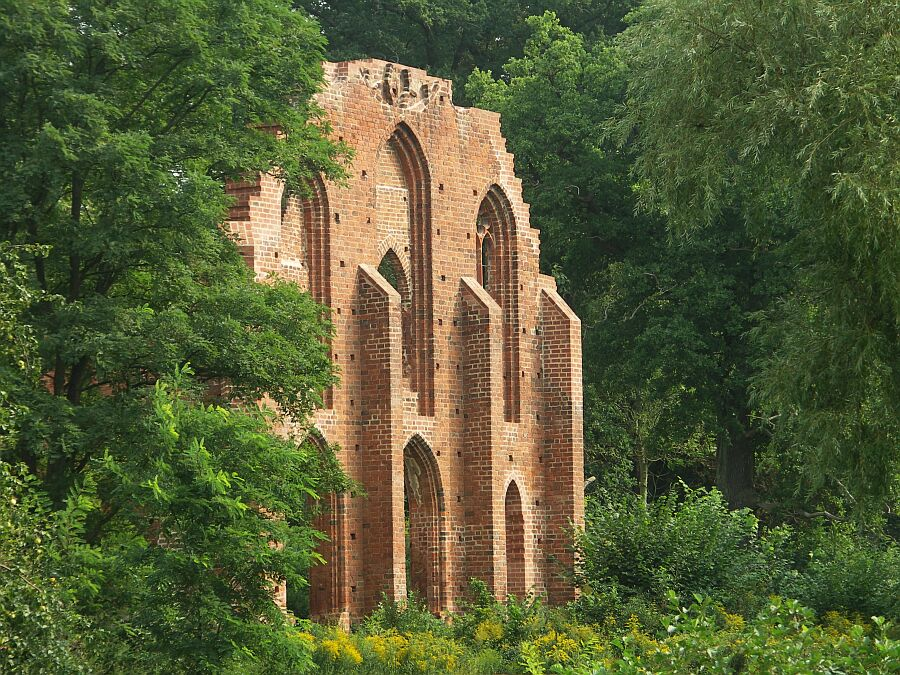
Klosterruine Boitzenburg

Die Klosterruine Boitzenburg sind die Reste des Zisterzienserinnenklosters Boitzenburg in der Uckermark in Brandenburg.

## Lage
Die Klosterruine befindet sich östlich des Ortes Boitzenburg an einem Fluss, etwa 20 Kilometer von Prenzlau entfernt.
Im Mittelalter lag das Kloster in der nördlichen Mark Brandenburg an der Grenze zu Mecklenburg-Strelitz an einer Handelsstraße von Prenzlau nach Fürstenberg an der Havel.

## Geschichte

### Kloster Boitzenburg
Das Kloster wurde wahrscheinlich 1271 von den Markgrafen Johann II., Otto IV. und Konrad von Brandenburg gegründet und mit Grundbesitz ausgestattet (im gleichen Jahr wie das Kloster Chorin). Spätestens 1281 waren Nonnen aus dem Kloster Flieth zum Konvent hinzugekommen.
Das Kloster in Boitzenburg erhielt in der Folgezeit umfangreiche Schenkungen und Rechte von den Markgrafen und weiteren Personen übertragen. So besaß es einige Dörfer der Umgebung, weiteren Landbesitz, und später auch Patronats- und Gerichtsrechte in einigen Orten.
Im 14. Jahrhundert befand sich die Gegend zeitweise unter mecklenburgischer Herrschaft, auch die Herzöge von Pommern stellten in dieser Zeit eine Urkunde für das Kloster aus. Um 1450 wurde es erheblich beschädigt und danach wieder aufgebaut.
1536 erfolgte eine Bestandsaufnahme (Visitation) des Klosterbesitzes durch den uckermärkischen Landvogt Hans von Arnim.

### Weitere Nutzung
1538 erhielt er den gesamten Klosterbesitz (zum Lehen), die verbliebenen Nonnen durften dort aber wohnen bleiben. 1572 starb die vorletzte von ihnen, die letzte erhielt weiterhin ihr Wohnrecht.
Ab 1580 wurde die Anlage von der Familie von Arnim zu Wohnzwecken benutzt.
1637 wurde sie von dänischen Truppen im Dreißigjährigen Krieg erheblich beschädigt. Danach verfiel die Bausubstanz langsam. Bis 1945 blieb die Ruine und das umliegende Land im Besitz der Familie von Arnim.
Nach 1990 fanden umfangreiche Sicherungsmaßnahmen statt.
In den Jahren 2005 bis 2012 diente sie im Sommer als Kulisse für die Aufführungen des Theaters Klosterruine Boitzenburg.

## Erhaltene Baureste
Von dem Klosterkomplex sind die Nordwand und der Chor der Klosterkirche sowie Teile der Wände der Klausurgebäude erhalten.
Daneben befindet sich die Klostermühle in einem Gebäude von 1754 mit einer Ausstellung.